# Zinifex
Zinifex war ein australisches Unternehmen mit Firmensitz in Melbourne, Australien. Das Unternehmen war im Aktienindex S&P/ASX 50 gelistet. Das Unternehmen förderte Zink und Blei und betrieb Zinkraffinerien und Bleischmelzen. 

## Firmengeschichte
Zinifex entstand 2004 als Resultat des Insolvenzverfahrens vom Unternehmen Pasminco.
Das Unternehmen Nyrstar wurde am 31. August 2007 durch den Zusammenschluss (Joint Venture) der Zinkhüttenaktivitäten der belgischen Umicore und der Zink- und Bleihüttenaktivitäten der australischen Zinifex gegründet. 
2008 fusionierte das Unternehmen mit Oxiana Limited zur OZ Minerals.